# دمشقية
الدِّمَشْقِيَّةُ أو الزَّمَرْمُوزَةُ أو المَرْمُوزَةُ أو الخُفُّ (باللاتينية: Calceolaria) هي جنس نباتي من الفصيلة التاسومية.